# Rudenice (Aleksandrovac)
Rudenice (Servisch cyrillisch Руденице) is een plaats in de Servische gemeente Aleksandrovac. De plaats telt 164 inwoners (2002).